# Llandoverià
El Llandoverià o, simplement, Llandovery és una època del Silurià que començà fa 443,8 ± 1,5 milions d'anys i s'acabà fa 433,4 ± 0,8 milions d'anys. Es tracta de la primera època del Silurià. Fou anomenat el 1839 per Roderick Murchison en referència a Llandovery (Regne Unit), on se'n troba l'estratotip. Se subdivideix en els estatges faunístics Rhuddanià, Aeronià i Telychia. La fauna d'aquesta època inclou el peix Jamoytius kerwoodi, el mol·lusc Cameroceras i l'artròpode Parioscorpio venator, l'escorpí més antic conegut.